# Kirchenkreis Hersfeld
Der Kirchenkreis Hersfeld war ein Kirchenkreis der Evangelischen Kirche von Kurhessen-Waldeck im Sprengel Hanau-Hersfeld. Zum 1. Januar 2020 fusionierte er mit dem benachbarten Kirchenkreis Rotenburg zum Kirchenkreis Hersfeld-Rotenburg.
In den 40 Gemeinden des Kirchenkreises lebten rund 45.000 evangelische Christen. Im Kirchenkreis bestanden acht Kindertagesstätten in kirchlicher Trägerschaft sowie das Kirchenkreisamt, das seit 2005 auch für den Kirchenkreis Rotenburg zuständig war. Letzter Leiter des Kirchenkreises war Dekan Frank Hofmann. Sitz des Kirchenkreises war Bad Hersfeld.

## Gemeinden
Der Kirchenkreis erstreckte sich über das Gebiet des Altkreises Hersfeld. Er bestand im August 2019 aus folgenden Kirchengemeinden:
- Bad Hersfeld-Auferstehungsgemeinde
- Bad Hersfeld-Martinskirche
- Bad Hersfeld-Matthäuskirche
- Bad Hersfeld-Stadtkirche
- Asbach-Eichhof
- Ludwigsau
- Frielingen
- Friedewald
- Heimboldshausen
- Gethsemane
- Harnrode
- Röhrigshof
- Unterneurode
- Heringen
- Hilmes
- Kerspenhausen
- Kirchheim
- Neukirchen
- Kruspis
- Oberstoppel
- Odensachsen
- Niederaula
- Niederjossa
- Neuenstein-Amt Geis
- Petersberg
- Philippsthal
- Raboldsausen-Mühlbach
- Schenklengsfeld (Mauritiuskirche (Schenklengsfeld), Evangelische Kirche Ausbach)
- Unterhaun und Eitra-Sieglos
- Wehrda-Rhina

## Lage
Er grenzte im Norden an den Kirchenkreis Rotenburg, im Osten an die Evangelische Kirche Mitteldeutschlands, im Süden an den Kirchenkreis Fulda und im Westen an die Kirchenkreise Ziegenhain und Fritzlar-Homberg.